# Белокровка Вильсона
Белокровка Вильсона (лат. Chaenodraco wilsoni) — вид антарктических морских рыб из семейства Channichthyidae, представители которого населяют холодные воды Антарктики.
Встречаются в Южном Океане: Антарктический континентальный шельф и воды Антарктических островов (Южные Оркнейские острова, Южные Шетландские острова, Остров Мордвинова).

## Описание
Длина до 40 см, масса до 680 г (модальная 240—350 г). Нерест происходит в антарктическую осень (март—апрель). Объектами питания служат амфиподы, молодь рыб, эвфаузииды, в том числе, антарктическим крилем (Euphausia superba, Euphausia crystallorophias, Pleuragramma antarcticum).
С помощью подводного видеонаблюдения в Море Уэдделла обнаружено, что самцы охраняют места яйцекладок, патрулируя их.
Вид был впервые описан в 1914 году Чарльзом Тейтом Реганом по материалам полярника-зоолога Эдварда Адриана Уилсона, участника экспедиции  Британской антарктической экспедиции 1910—1913 годов на барке «Terra Nova», возглавляемой Робертом Скоттом.